# Laudetia
Laudetia es un género de arañas araneomorfas de la familia Liocranidae. Se encuentra en las Antillas.

## Lista de especies
Según The World Spider Catalog 12.0:
- Laudetia dominicana Gertsch, 1941
- Laudetia insularis (Petrunkevitch, 1930)
- Laudetia portoricensis (Petrunkevitch, 1930)